# СКР-112
U-132 раніше мав бортові номери СКР-112 і 200 — сторожовий корабель Чорноморського флоту, який 21 липня 1992 року перейшов на бік Військово-Морських Сил України. Командир СКР-112 — капітан-лейтенант Сергій Настенко. Екіпаж — 108 осіб.
21 липня 1992 року СКР-112 підняв український прапор і вирушив із Кримської військово-морської бази (Новоозерне) у бік Одеси — з наміром ввійти до складу Військово-Морських Сил України. Спроби російського командування силами інших кораблів і авіації перешкодити діям СКР-112 були марними. У складі ВМСУ залишався до осені 1997 року, базуючись у Севастополі.

## Історія
Сторожовий корабель СКР-112 був закладений 26 квітня 1967 на стапелі СБЗ «Янтар» в Калінінграді (заводський № 191). Спущений на воду 15.08.1967 р. і 12.01.1968 р. зарахований до списків кораблів ВМФ. Став до ладу 30.05.1968 р і 11.06.1968 року включений до складу Балтійського флоту.
21.09.1968 р перерахований до складу Чорноморського флоту і восени 1968 р. здійснив міжфлотський перехід навколо Європи з Балтійська до Севастополя.
30.8.1969 р — 31.01.1970 р., перебуваючи при несенні бойової служби в зоні військових дій на Середземному морі, виконував бойове завдання з надання допомоги Збройним силам Єгипту.
З 27.05.1980 р. по 10.02.1981 р. на «Севморзаводі» ім. С. Орджонікідзе в Севастополі пройшов середній ремонт.

### Подальша доля
Після розподілу кораблів ЧФ СРСР, «СКР-112» увійшов до складу ВМС України як «U-132». Однак, вищому керівництву армії та держави були чужі патріотизм та принциповість, проявлена українськими моряками 1992 року.
Громадськість України, багато військових та політичних діячів бачили корабель — як майбутній музей Військово-Морських Сил. У Севастополі члени «Просвіти», Спілки офіцерів України та інших організацій створили комітет із захисту «СКР-112» та направили Міністру оборони десятки звернень і заяв громадськості, але все марно. З Міністерства оборони поступило розпорядження утилізувати корабель. Володимир Безкоровайний виконав цей наказ. Влітку 1996 року корабель було утилізовано та розібрано на металобрухт.
За повідомленнями преси, "його планували перегнати до Києва і поставити у столиці на довічну стоянку, зробивши на основі першого корабля відновлених Військово-Морських Сил України відповідний музей, але гору взяли інші міркування. Сторожовик був терміново виключений зі складу Військово-морських сил і буквально за три місяці порізаний на металобрухт. Його командир Сергій Настенко в подальшому був призначений командиром флагману Українського флоту «Гетьман Сагайдачний». Звільнився зі служби маючи військове звання капітан 1-го рангу.

## Галерея

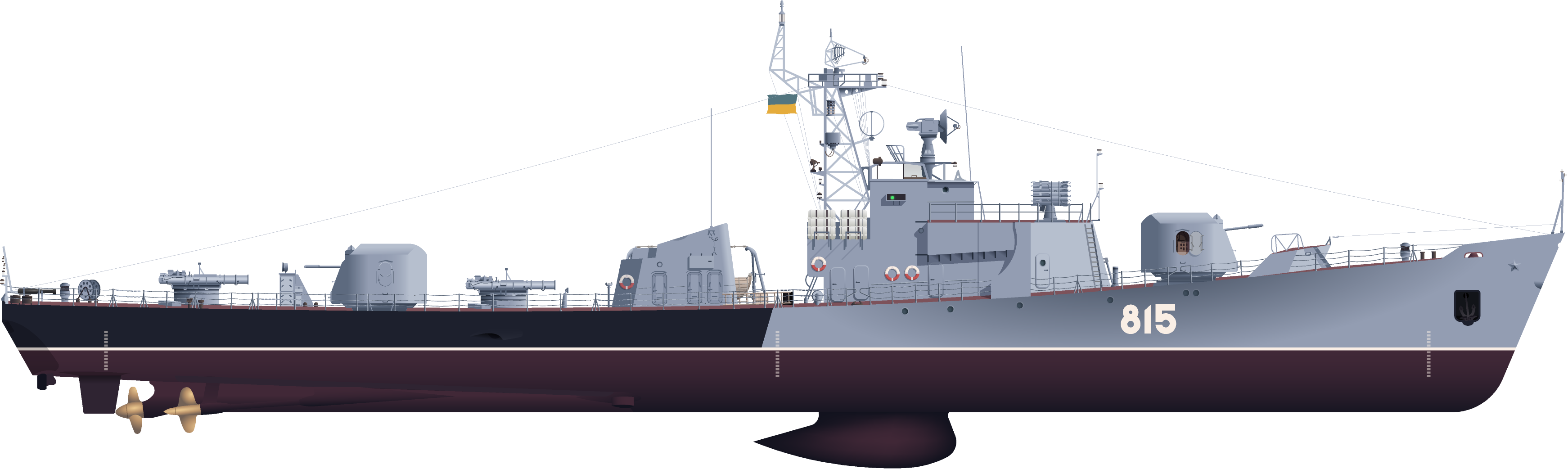
Історично відтворений профіль корабля на момент повстання
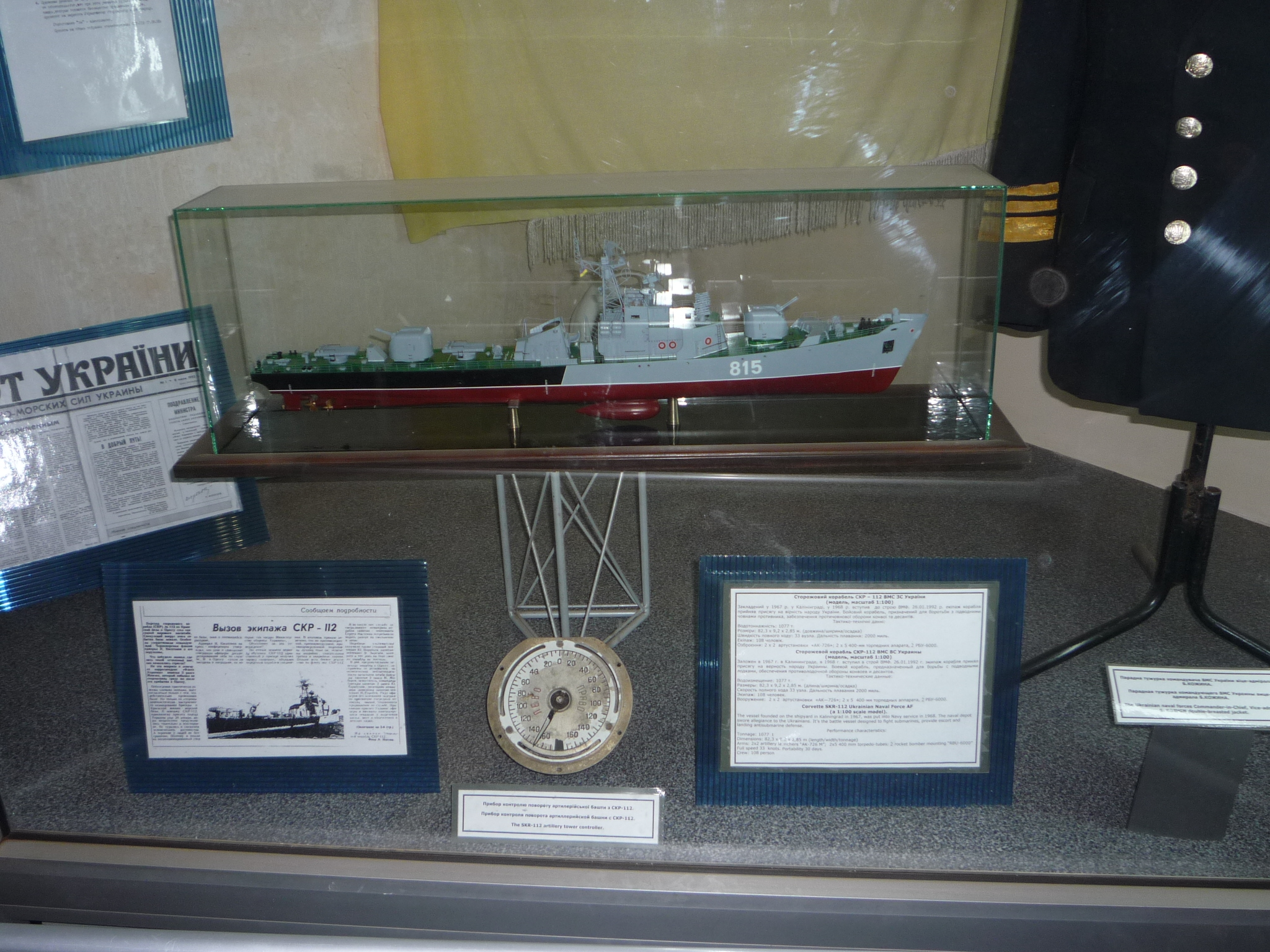
Модель СКР-112 в балаклавскому музеї українського флоту